# Mitsubishi Heavy Industries
Mitsubishi Heavy Industries, Ltd. (三菱重工業株式会社, Mitsubishi Jūkōgyō Kabushiki-kaisha, MHI) is een Japans multinational actief in engineering, electro en elektronica met hoofdkwartier in Tokyo. MHI is een van de kernbedrijven van de Mitsubishi Group en zijn voertuigenafdeling was de voorloper van Mitsubishi Motors.
MHI produceert onde andere onderdelen voor de luchtvaart- en auto-industrie, air conditioners, liften, vorkheftrucks, hydraulica, drukpersen, raketten, tanks, generatoren, schepen, vliegtuigen, treinen en draagraketten. Door zijn defensie-activiteiten was MHI in 2011 naar inkomsten het grootste defensiebedrijf in Japan en wereldwijd het 23e.
- Bibsys: 90614883
- Gemeinsame Normdatei: 1087077494
- International Standard Name Identifier: 0000 0001 2180 8453
- Library of Congress Control Number: n82129200
- Bibliotheek van het Japanse parlement: 00300590
- Nationale Bibliotheek van Israël: 987007578850705171
- Virtual International Authority File: 148406852